# 李庆龙
李庆龙（1962年8月—），安徽省滁州市定远县人，是一名中国航天员。

## 生平
1962年8月出生，1980年9月入伍，1987年毕业於中国人民解放军空军工程大学，随後从空军第三飞行学院毕业。他後来成为一名战斗机飞行员，有1230小时的飞行经验。
1996年11月，他和吴杰被派往俄罗斯莫斯科星城加加林宇航员培训中心接受训练，一年後他们回国，成为中国载人航天工程第一批宇航员的種子教官與預備太空人。
2003年1月一家香港报纸报道“陈龙”将会执行第一次神舟载人任务。2003年3月，很多媒体报道李庆龙将会执行第一次神舟载人任务，这证实了“陈龙”是李庆龙的误传，不过最终神舟五号飞行任务是由杨利伟执行。
2009年5月，第二批航天员选拔工作开始，李庆龙是考核小组成员之一，并给予了叶光富高度评价。
2014年3月13日，李庆龙与吴杰、陈全、赵传东、潘占春等4名第一批航天员停航停训，退出现役航天员序列。